# Steve Eastin
Steve Eastin, né au Colorado le 22 juin 1948, est un acteur américain.

## Biographie
Il occupe près de 150 rôles, tant à la télévision qu'au cinéma.

## Filmographie partielle

### Au cinéma
- 1982 : À la limite du cauchemar
- 1989 : Jusqu'au bout du rêve
- 1996 : Ed
- 1997 : Les Ailes de l'enfer
- 2000 : Agent destructeur
- 2002 : Arrête-moi si tu peux
- 2003 : Les Associés : monsieur Schaffer
- 2003 : Un homme à part
- 2004 : L'Écorché
- 2007 : Rails and Ties
- 2009 : In the Air (Up in the Air)
- 2011 : All Things Fall Apart : Coach Harper
- 2012 : Clean Ops the Chronicles of V : The Boss
- 2013 : Watercolor Postcards : Morgan
- 2015 : The Heart of a Woman : John-Acting Coach (en production)
- 2023 : Killers of the Flower Moon de Martin Scorsese : le juge Pollock (en)

### À la télévision
- 1978 : L'Homme qui valait trois milliards (série TV), saison 5 épisode 12 : Ritter
- 1986 : MacGyver (épisode La double piqûre) : Tony
- 1994 : X-Files (épisode Le Musée rouge) : le shérif Mazeroski
- 1997 : Trahison intime (téléfilm)
- 2010 : Dexter (série télévisée, trois épisodes)